# Invitalia

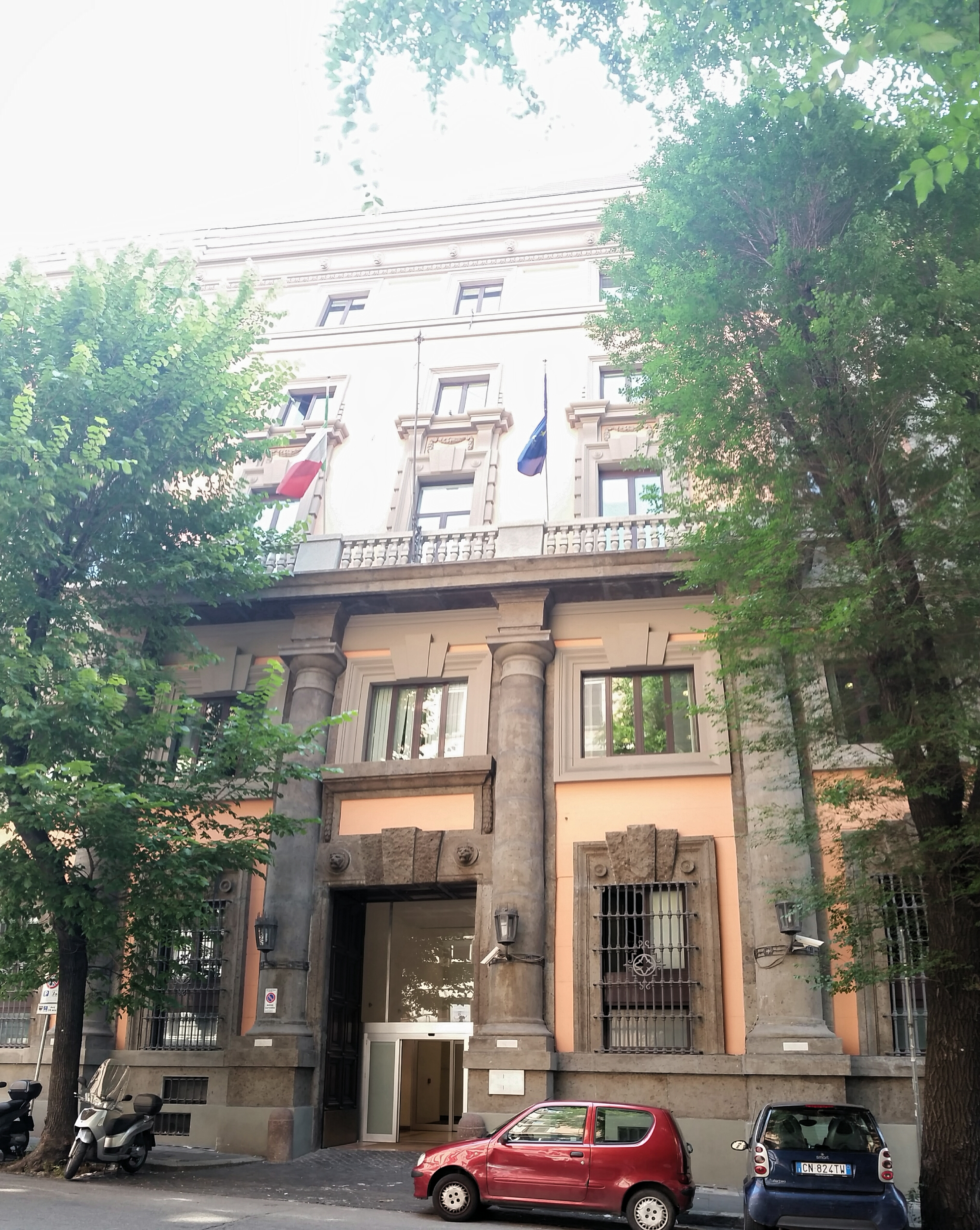
Verwaltungsgebäude in Rom

Invitalia – Agenzia nazionale per l'attrazione degli investimenti e lo sviluppo d'impresa S.p.A. (dt. Invitalia – Nationale Agentur für Investitionsakquisition und Unternehmensentwicklung AG) ist die Betriebsansiedelungsagentur Italiens. Es handelt sich um eine Aktiengesellschaft, die sich zu 100 Prozent im Besitz des italienischen Ministeriums für Wirtschaft und Finanzen befindet. Invitalia entstand 1998 als Sviluppo Italia S.p.A. durch die Fusion verschiedener anderer Ansiedelungs- und Wirtschaftsförderungsagenturen und erhielt 2008 seinen heutigen Namen. Invitalia betreibt weltweit Standortmarketing für Italien und unterstützt ausländische Unternehmen bei Investitionen und bei Gründungen von Firmen und Niederlassungen in Italien.